# Guglielmo Giraldi
Pour les articles homonymes, voir Giraldi.
Guglielmo Giraldi, Guglielmo Giraldi del Magri ou del Magro est un enlumineur italien de la première Renaissance de l'école de Ferrare actif entre 1445 et 1489.

## Biographie
Dans les années 1450, il a enluminé des ouvrages du couvent des Chartreux de Ferrare et participé à la réalisation de la Bible de Borso d'Este, considérée comme  l'une des plus grandes réalisations italiennes de l'enluminure. Ce travail a été accompli en six ans (1455 à 1461) par une équipe d'artistes dirigée par Taddeo Crivelli. Un document d'archive le mentionne pour avoir réalisé un cahier au sein d'un grand bréviaire, aujourd'hui en grande partie disparu, destiné à Lionel d'Este et dont la direction avait été confiée à Giorgio d'Alemagna, en collaboration avec Matteo de' Pasti et Bartolomeo de Benincà.
Il a été influencé par Piero della Francesca et Cosimo Tura. Il a œuvré aussi pour la grande bibliothèque de Frédéric III de Montefeltro à Urbino (1474-1482).

## Œuvres

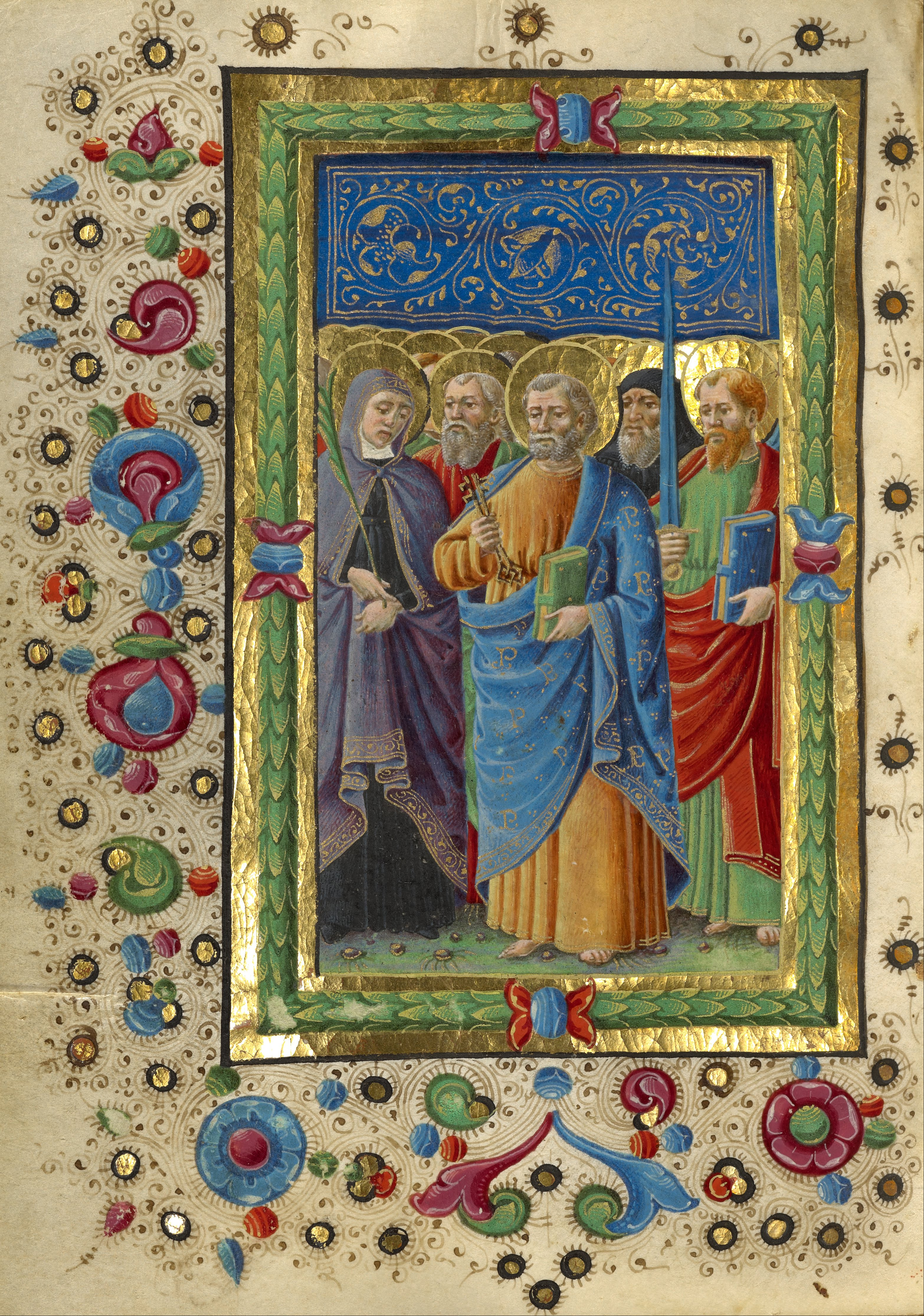
Tous les saints, miniature des Heures Galenghi-d'Este.

- Bible de Borso d'Este (1455-1461), enluminure sur parchemin, Biblioteca Estense,  Modène.
- l'Énéide de Virgile, Urbino.
- La Divine Comédie de Dante ou Le Dante de Frédéric de Montefeltro, Urbino, Bibliothèque apostolique vaticane, Urb.Lat.365
- Heures Galenghi-d'Este, en collaboration avec Taddeo Crivelli, vers 1469, J. Paul Getty Museum, Ms.Ludwig IX 13
- Hymnaire, vers 1472, musée de la cathédrale de Ferrare,